# رالف فيرون
رالف فيرون (بالفرنسية: Ralph Ferron)‏ هو لاعب كرة قدم لوكسمبورغي في مركز الدفاع، ولد في 13 مايو 1972 في لوكسمبورغ. شارك مع منتخب لوكسمبورغ لكرة القدم. أما مع النوادي، فقد لعب مع أفينير بيغين.

## وصلات خارجية
- رالف فيرون على موقع الاتحاد الدولي (مؤرشف)  (الإنجليزية)
- رالف فيرون على موقع قاعدة بيانات كرة القدم.إي يو (الإنجليزية)
- رالف فيرون على موقع ناشيونال فوتبول تيمز (الإنجليزية)